# László Palkovics
Dans le nom hongrois Palkovics László, le nom de famille précède le prénom, mais cet article utilise l’ordre habituel en français László Palkovics, où le prénom précède le nom.
László Palkovics, né le 3 février 1965 à Zalaegerszeg, est un homme politique hongrois. 
De 2018 à 2022, il est ministre de l'Innovation nationale et de la Technologie.